# Heinz Libuda
Heinz Libuda (* 8. August 1944 in Dortmund; † 23. Februar 2017) war ein deutscher Fußballspieler. Er spielte im Mittelfeld.

## Leben
Libuda, von Beruf Schlosser, begann seine Karriere bei einem Verein aus dem Kreis Unna, dem SuS Kaiserau, von wo er zum GVAV aus Groningen in die Niederlande wechselte. 1967 kam er zusammen mit dem Torhüter Özcan Arkoç und den Feldspielern Franz-Josef Hönig und Werner Krämer zum Hamburger SV. Von 1967 bis 1969 reichte es aber in der Bundesliga nur zu elf Einsätzen und einem Tor.
Unter Trainer Kurt Koch brachte er es in seiner ersten Bundesliga-Runde 1967/68 auf zehn Einsätze mit einem Tor. Auf europäischer Ebene setzte ihn der HSV in vier Spielen ein, in denen er zwei Tore schoss. Als der HSV im Halbfinalhinspiel im Pokalsiegerwettbewerb am 24. April 1968 in Hamburg gegen Cardiff City – bei den Walisern ragte im Angriff John Toshack heraus – verletzungsbedingt auf die Stammspieler Willi Schulz, Uwe Seeler und Bernd Dörfel verzichten musste, kam „Pöttken“ Libuda beim 1:1-Heimspiel vor 64.169 Zuschauern im Mittelfeld an der Seite von Hans-Jürgen Hellfritz, Hans Schulz und Werner Krämer zum Einsatz.
Die drei weiteren internationalen Einsätze hatte Libuda in der Intertotorunde gegen Malmö FF, Wiener SC und Slovan Bratislava. In seiner zweiten HSV-Runde, 1968/69, wurde er nur noch einmal am 19. Oktober 1968 bei der 1:4-Heimniederlage gegen Hannover 96 am zehnten Spieltag eingewechselt. Nach den HSV-Jahren spielte er für SV Arminia Hannover in der Regionalliga Nord, von wo aus er nach Österreich zu SV Austria Salzburg wechselte, für die er von 1970 bis 1976 und von 1977 bis 1979 spielte. Unterbrochen wurde sein Engagement in Salzburg nur durch eine Saison bei SK VÖEST Linz.
Nach dem Ende seiner Profikarriere spielte er noch beim westfälischen Landesligisten TuS Belecke. Seine Spielerlaufbahn beendete er Anfang der 1980er Jahre wieder im Kreis Unna, als Spielertrainer beim Verbandsligisten SSV Mühlhausen.
Libuda starb am 23. Februar 2017 an den Folgen eines Schlaganfalls im Alter von 72 Jahren.

## Erfolge als Spieler
- Europapokal der Pokalsieger: 1× Finale 1968 mit Hamburger SV
- Deutsche Bundesliga: 1× Platz 6 1969 mit Hamburger SV
- Österreichische Bundesliga: 1× Platz 2 1971 mit SV Austria Salzburg[7]